# 해전법에 관한 런던 선언
해전법에 관한 런던 선언(London Declaration concerning the Laws of Naval War)은 1909년 런던 해군 회의에서 유럽의 주요 해군 강대국인 미국과 일본이 다국적 회의 후 제안한 국제 해사법, 특히 전시 활동과 관련된 법률이다. 1908년 런던에서 일어난 일이다. 선언문은 기존 법률을 대부분 반복했지만 봉쇄, 밀수품, 상금 등 논란이 되는 많은 사항을 다루고 중립 단체의 권리를 더 존중한다는 점을 보여주었다.
이 선언문은 오스트리아-헝가리, 프랑스 제3공화국, 독일 제국, 이탈리아 왕국, 일본 제국, 러시아 제국, 영국, 미국 등 당시 대부분의 강대국이 서명했다(네덜란드와 스페인도 서명했다). 그러나 어느 국가도 선언문을 비준하지 않았으며 결과적으로 발효되지 않았다. 미국은 제1차 세계 대전에 참전한 교전국들이 이 선언을 준수해야 한다고 주장한 반면, 영국과 독일은 점점 더 이를 무시했다.
영국의 지리전략가이자 해군 역사가인 줄리안 코베트 경(Sir Julian Corbett)은 전시 중 공해에서 적의 상업을 '총체적으로 포획'하는 것을 금지하려는 선언문의 조항에 대해 강력히 반대했다. 1907년 초기 에세이 '해상의 사유 재산 탈취'에서 그는 영국 해군이 적 선박을 나포할 권리를 축소하는 것은 대륙의 적에 맞서 경제 전쟁을 수행하는 영국의 능력에 해로운 영향을 미칠 것이라고 주장했다. 그의 견해로는 해군의 가장 중요한 기능은 하나이다. 그가 제시한 주장은 해군과 영국 정부 내에서 통용되었고, 결국 영국이 선언을 비준하지 않기로 결정하고 1차 세계 대전 중 독일을 상대로 '총격'을 포함한 해상 경제 전쟁을 성공적으로 수행함으로써 승리하게 되었다.
어쨌든 런던 선언은 수상함만을 언급하고 두 차례의 세계대전에서 중요한 역할을 하게 될 잠수함전을 완전히 무시했다는 점에서 크게 부족했다.